# اپرمون (واز)
اپرمون (به فرانسوی: Apremont) یک کمون در فرانسه است که در اوآز واقع شده‌است. اپرمون ۱۳٫۶۲ کیلومتر مربع مساحت دارد.